# Holoparamecus
Holoparamecus es un género de escarabajos perteneciente a la familia Endomychidae. La siguiente es la lista de especies pertenecientes a este género.
- Holoparamecus aelleni
- Holoparamecus atomus
- Holoparamecus azoricus
- Holoparamecus barretoi
- Holoparamecus beloni
- Holoparamecus bertouti
- Holoparamecus caularum
- Holoparamecus constrictus
- Holoparamecus erebus
- Holoparamecus floridanus
- Holoparamecus franzi
- Holoparamecus gabrielae
- Holoparamecus gracilis
- Holoparamecus impressus
- Holoparamecus integer
- Holoparamecus johnsoni
- Holoparamecus kunzei
- Holoparamecus lanatus
- Holoparamecus niger
- Holoparamecus occultus
- Holoparamecus pacificus
- Holoparamecus piliger
- Holoparamecus pumilus
- Holoparamecus punctatulus
- Holoparamecus ragusae
- Holoparamecus similis
- Holoparamecus singularis
- Holoparamecus villiger